# Un intrus dans la famille
Un intrus dans la famille (Baby) est un téléfilm américain réalisé par Robert Allan Ackerman et diffusé le 8 octobre 2000 sur TNT.

## Fiche technique
- Titre original : Baby
- Réalisation : Robert Allan Ackerman
- Scénario : David Manson (en) et Kerry Kennedy, d'après le roman de Patricia MacLachlan
- Photographie : Ronald Víctor García (en)
- Musique : Jeff Danna
- Production : Glenn Close, Patricia MacLachlan, David Manson, Beth Nathanson et Cyrus Yavneh
- Durée : 90 minutes
- Pays : États-Unis

## Distribution
- Farrah Fawcett (VF : Béatrice Delfe) : Lily Malone
- Keith Carradine (VF : Thierry Mercier) : John Malone
- Jean Stapleton (VF : Françoise Fleury) : Byrd Malone
- Alison Pill (VF : Laetitia Godès) : Larkin Malone
- Vincent Berry : Lalo Baldelli
- Ann Dowd (VF : Pascale Vital) : Mme Minifred
- Sebastian Roché (VF : Guillaume Lebon) : Rebel Clark
- Paula Malcomson (VF : Clara Borras) : Julie
- Kyra Harper : Marvetta Baldelli
- Gil Filar (arz) : Ozzie
- Lauren Collins : Portia Pinter

 Source et légende : version française (VF) sur RS Doublage et selon le carton de doublage télévisuel.